# 뉴욕 치즈케이크
뉴욕 치즈케이크(영어: New York cheesecake) 또는 뉴욕식 치즈케이크(영어: New York-style cheesecake 뉴 요크 스타일 치즈케이크[*])는 크림 치즈를 넣어 구운 치즈 케이크이다. 케이크 반죽에 크림이나 사워 크림을 넣기도 한다. 단단하고 크리미하며 치즈맛이 진하다.

## 요리 분류
현대의 치즈케이크는 이름에도 불구하고 일반적으로 실제 "케이크"로 분류되지 않는다(보스턴 크림 파이와 비교). 어떤 사람들은 발효의 유일한 원천인 많은 달걀을 핵심 요소로 사용하기 때문에 이를 토르테로 분류한다. 다른 사람들은 전체 구조를 기반으로 하여 커스터드 파이라는 강력한 증거를 찾는다.

### 훈제연어 치즈케이크
훈제연어 치즈케이크는 훈제연어가 들어있는 고소한 형태의 케이크이다. 전채 요리나 뷔페 메뉴로 가장 자주 제공된다. 마이클 포르틸로(Michael Portillo)는 위대한 영국 철도 여행(Great British Railway Journeys) 시리즈 중 스코틀랜드 스카이 섬에 있는 가족이 운영하는 훈제소를 방문했다. 훈제연어 치즈케이크를 맛본 후 그는 "이걸 맛보기 전까지 너는 인생을 살지 못한 것과 같다"고 말했다. 훈제연어 치즈케이크는 1996년 베터 홈스 앤드 가든스(Better Homes and Gardens)의 상 테스트 레시피 대회에서 상을 받은 레시피였다. 이 레시피에서는 좀 더 일반적인(치즈케이크용) 리코타 치즈와 함께 스위스 치즈를 사용하도록 요구했다.

## 역사
고대 형태의 치즈 케이크는 로마인들이 그리스 정복과 함께 채택하기 이전에도 고대 그리스에서 인기 있는 요리였을 수 있다. 치즈케이크에 대해 가장 먼저 증명된 언급은 그리스 의사 아이기무스(Aegimus, 기원전 5세기)가 치즈케이크 제조 기술에 관한 책(πλακουντοποιικόν σύγγραμμα—plakountopoikon sungramma)을 쓴 것이다. 현존하는 가장 초기의 치즈케이크 요리법은 대 카토의 "농업 문화에서"(De Agri Cultura)에서 발견되며, 여기에는 종교적 용도로 사용되는 세 가지 케이크(libum, savillum, placenta)에 대한 요리법이 포함되어 있다. 세 가지 중에서 한 케이크(placenta)는 현대의 치즈케이크와 가장 유사하다. 크러스트를 별도로 준비하고 구운 것이다.
엘더플라워와 장미수로 만든 삼보케이드(sambocade)라는 보다 현대적인 버전은 1390년 영국 요리책 "Forme of Cury"에 나와 있다. 이를 바탕으로 영국 셰프 헤스턴 블루먼솔은 치즈케이크가 영국 발명품이라고 주장한다.

### 현대의 치즈케이크
영어 이름인 "치즈케이크"는 15세기부터 사용되었으며, 치즈케이크는 18세기쯤에야 현대적인 형태로 진화했다. 유럽인들은 효모를 제거하고 대신 치즈 케이크에 달걀을 넣기 시작했다. 압도적인 효모 맛이 사라지면서 결과는 디저트 맛에 더 가깝다. 마리아 런델(Maria Rundell)의 가정요리의 새로운 시스템(A New System of Domestic Cookery)에 나오는 19세기 초 치즈케이크 레시피는 치즈 커드와 신선한 버터로 만들어졌다. 한 버전은 데친 아몬드, 계란, 크림으로 걸쭉하게 만들어졌으며 케이크에는 건포도, 브랜디, 건포도 와인, 육두구 및 오렌지 꽃수가 포함되었을 수 있다.
현대 상업용 미국 크림 치즈는 1872년 뉴욕 체스터 출신의 윌리엄 로렌스(William Lawrence)가 부드러운 프랑스 치즈인 뇌샤텔을 재현하는 방법을 찾고 있을 때 개발되었다. 그는 더 무겁고 크리미한 "익지 않은 치즈"를 만드는 방법을 발견했다. 다른 낙농가들도 비슷한 창작물을 독립적으로 생각해 냈다.
현대의 치즈케이크는 두 종류가 있다. 구운 치즈케이크와 함께 일부 치즈케이크는 부서진 쿠키나 그레이엄 크래커 베이스에 익히지 않은 크림치즈를 올려 만든다. 이런 종류의 치즈케이크는 미국에서 발명되었다.

## 사진

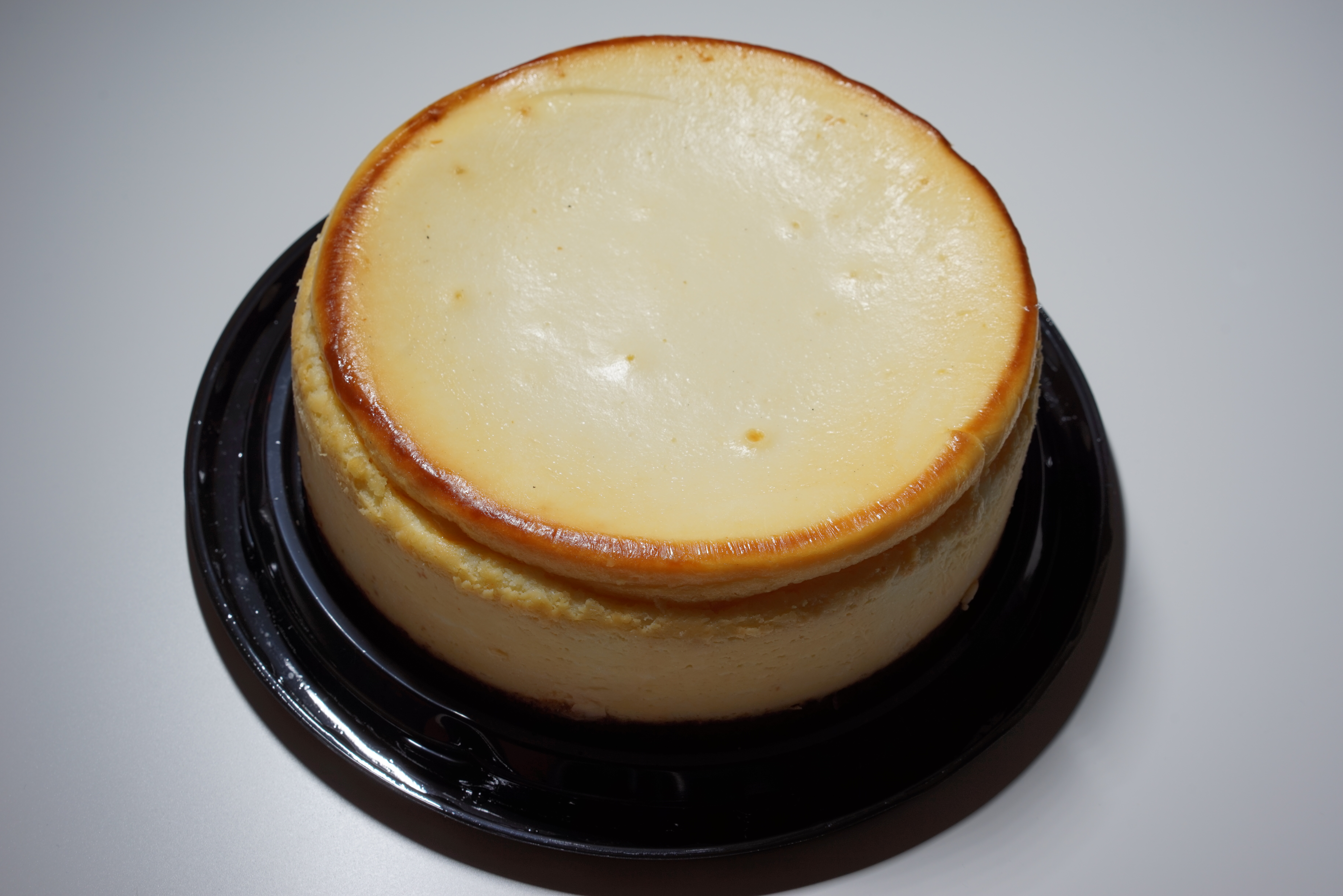
가니시하지 않은 뉴욕 치즈케이크
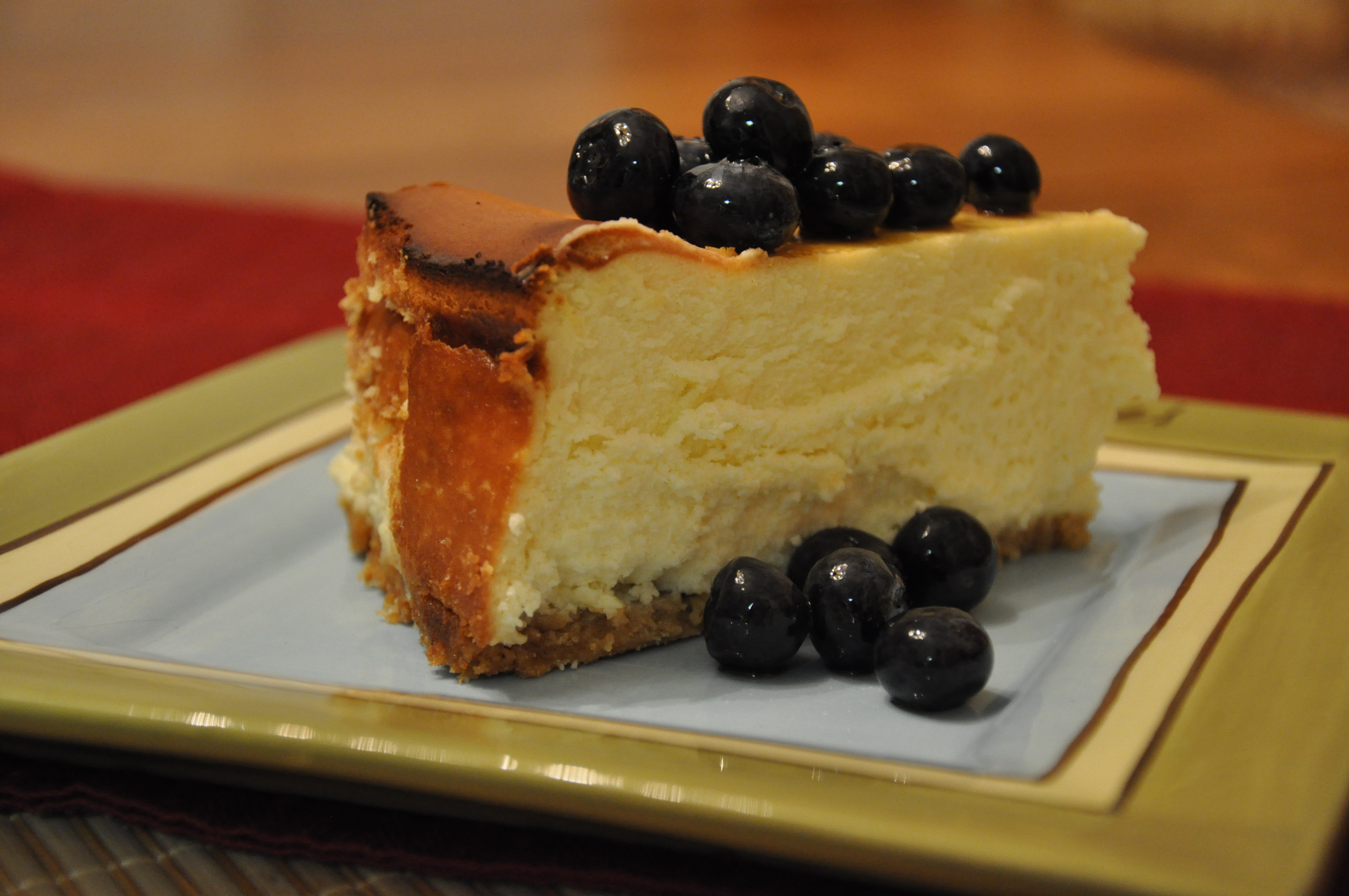
블루베리가 올라간 뉴욕 치즈케이크 조각